# Italiens U/23-fodboldlandshold
Italiens U/23-fodboldlandshold er Italiens landshold for fodboldspillere, som er under 23 år og administreres af Federazione Italiana Giuoco Calcio (FIGC).